# Pierre Aristouy (football)
Pour les articles homonymes, voir Pierre Aristouy et Aristouy.
Pierre Aristouy est un footballeur français, désormais entraîneur né le 30 décembre 1979 à Mont-de-Marsan (Landes). Il évoluait au poste d'attaquant.

## Biographie
Pierre Aristouy découvre le football au Stade montois. Joueur prometteur, le jeune Aristouy hésite entre le centre de formation des Girondins de Bordeaux et celui de Nantes, mais une visite de la Jonelière et un coup de fil de Guy Hillion font pencher la balance en faveur des Canaris. 
Formé au FC Nantes, il y signe son premier contrat professionnel en 2000, devient champion de France en 2001 mais est cependant barré par la concurrence en équipe première. 
Il est alors prêté à Grenoble, en Ligue 2, avant d'être transféré à Bayonne (National) pour la saison 2004-2005. 
Il joue ensuite à l'Entente SSG, puis au Pau FC, dont il devient capitaine,. Il termine sa carrière au Stade montois.
En décembre 2014, il devient entraîneur du Stade montois, alors en CFA. Le club landais termine successivement aux 10e, 5e puis 2e places du championnat à l'issue des trois exercices qu'il dirige.
Le 31 mai 2017, la presse annonce qu'il remplace Philippe Mao à la tête de l'équipe réserve du FC Nantes, fraîchement reléguée de CFA en National 3. L'équipe remporte le championnat dès la première année et remonte en National 2, qu'elle remporte également dès la première saison.
Il est nommé entraîneur de l'équipe U19 du club à l'été 2021. Avec cette équipe, il est à nouveau sacré dès sa première saison.
Le 9 mai 2023, à quatre journées de la fin du championnat, il est nommé à la tête de l'équipe première du FC Nantes, relégable en Ligue 1. Il parvient à sauver le club de la relégation en arrachant la victoire sur le voisin angevin (1-0) lors du dernier match de la saison. Le lendemain, l'équipe U19 qu'il a entraîné durant toute la phase régulière remporte le titre de champion de France face au PSG (2-1), et glane son deuxième titre d'affilée dans la catégorie.
Le 8 juin, il devient l'entraineur principal du club pour 2 ans, bien que n'ayant pas encore son diplôme. Le 29 novembre 2023, Aristouy est suspendu de ses fonctions d'entraîneur avec l'ensemble de son staff par la direction du FCN.

## Palmarès
- Champion de France en 2001 avec le FC Nantes (joueur)
- Champion de France N3 en 2018 avec le FC Nantes (entraîneur)
- Champion de France N2 en 2019 avec le FC Nantes (entraîneur)
- Champion de France U19 en 2022 et 2023 avec le FC Nantes (entraîneur)

## Statistiques

### Joueur
Coupes d'Europe :
- 1 match en Ligue des champions
- 1 match et 1 but en Coupe UEFA

Championnats :
- 11 matchs et 0 but en Ligue 1
- 19 matchs et 1 but en Ligue 2
- 112 matchs et 36 buts en National[1]

### Entraîneur
Le tableau ci-dessous retrace le parcours de Pierre Aristouy durant sa carrière d'entraîneur :
| Saison    | Équipe        | Division    | Matchs | Matchs | Matchs | Matchs | Stats  |       |        |
| Saison    | Équipe        | Division    | J      | V      | N      | D      | Vic.%  | Nul.% | Déf.%  |
| 2014-2015 | Stade montois | CFA (IV)    | 17     | 6      | 4      | 7      | 35%    | 24%   | 41 %   |
| 2015-2016 | Stade montois | CFA (IV)    | 28     | 12     | 7      | 9      | 43%    | 25%   | 32 %   |
| 2016-2017 | Stade montois | CFA (IV)    | 30     | 14     | 9      | 7      | 47%    | 30%   | 23 %   |
| 2023-2024 | FC Nantes     | Ligue 1 (I) | 17     | 5      | 4      | 8      | 33,33% | 25%   | 41,66% |
| Total     | Total         | Total       | 92     | 37     | 24     | 31     | 42%    | 26%   | 32%    |

Au FC Nantes, il est successivement champion de France de National 3 (2018), de National 2 (2019) puis avec les U19 (2022 et 2023).